# Cyclisme et féminisme
 (août 2025).
 (août 2025).
La mise en forme du texte ne suit pas les recommandations de Wikipédia : il faut le « wikifier ».
Les points d'amélioration suivants sont les cas les plus fréquents. Le détail des points à revoir est peut-être précisé sur la page de discussion.
- Les titres sont pré-formatés par le logiciel. Ils ne sont ni en capitales, ni en gras.
- Le texte ne doit pas être écrit en capitales (les noms de famille non plus), ni en gras, ni en italique, ni en « petit »…
- Le gras n'est utilisé que pour surligner le titre de l'article dans l'introduction, une seule fois.
- L'italique est rarement utilisé : mots en langue étrangère, titres d'œuvres, noms de bateaux, etc.
- Les citations ne sont pas en italique mais en corps de texte normal. Elles sont entourées par des guillemets français : « et ».
- Les listes à puces sont à éviter, des paragraphes rédigés étant largement préférés. Les tableaux sont à réserver à la présentation de données structurées (résultats, etc.).
- Les appels de note de bas de page (petits chiffres en exposant, introduits par l'outil «  Source ») sont à placer entre la fin de phrase et le point final[comme ça].
- Les liens internes (vers d'autres articles de Wikipédia) sont à choisir avec parcimonie. Créez des liens vers des articles approfondissant le sujet. Les termes génériques sans rapport avec le sujet sont à éviter, ainsi que les répétitions de liens vers un même terme.
- Les liens externes sont à placer uniquement dans une section « Liens externes », à la fin de l'article. Ces liens sont à choisir avec parcimonie suivant les règles définies. Si un lien sert de source à l'article, son insertion dans le texte est à faire par les notes de bas de page.
- La présentation des références doit suivre les conventions bibliographiques. Il est recommandé d'utiliser les modèles {{Ouvrage}}, {{Chapitre}}, {{Article}}, {{Lien web}} et/ou {{Bibliographie}}. Le mode d'édition visuel peut mettre en forme automatiquement les références.
- Insérer une infobox (cadre d'informations à droite) n'est pas obligatoire pour parachever la mise en page.

Pour une aide détaillée, merci de consulter Aide:Wikification.
Si vous pensez que ces points ont été résolus, vous pouvez retirer ce bandeau et améliorer la mise en forme d'un autre article.

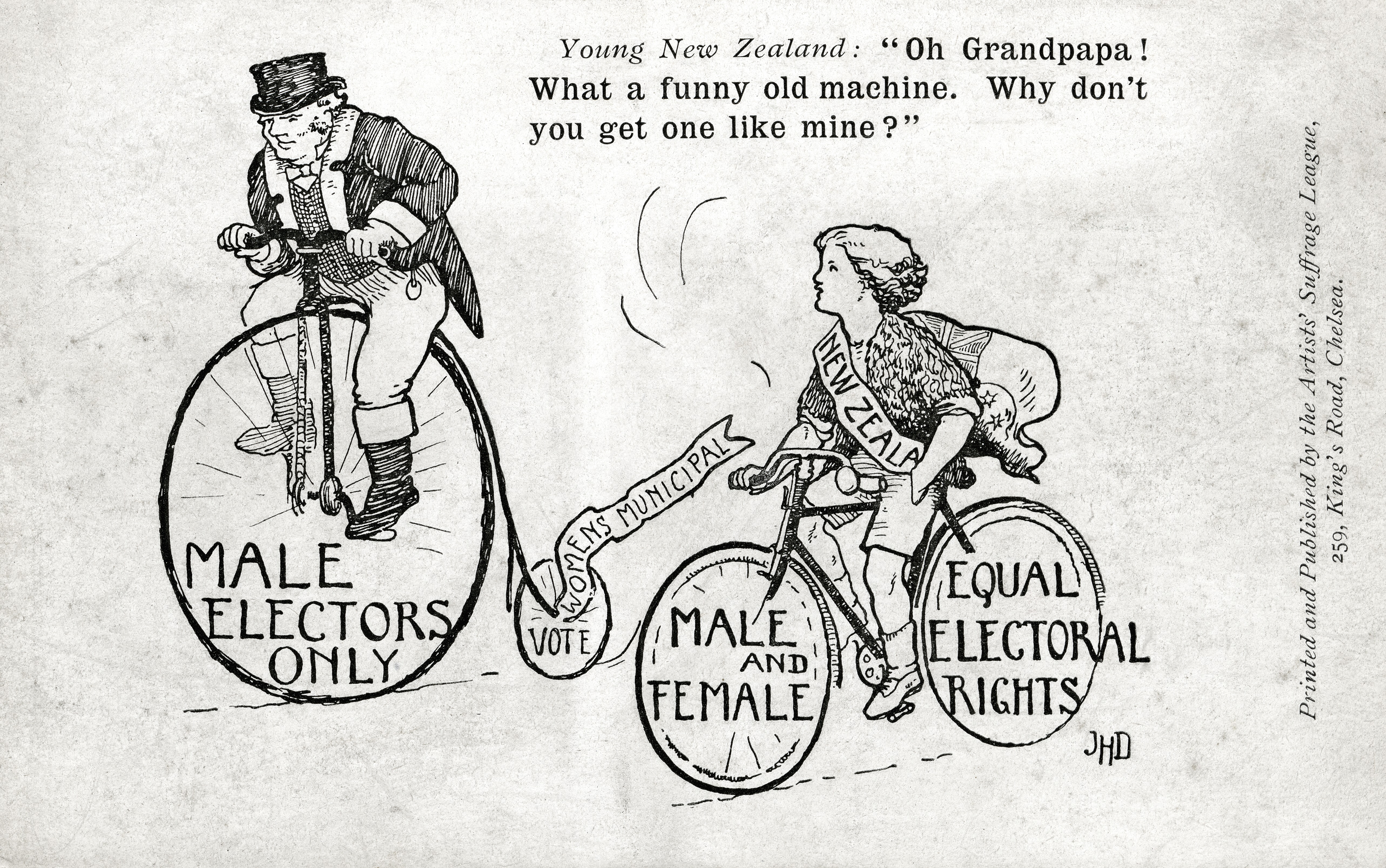
Carte postale féministe.

Le cyclisme a eu et a encore un ensemble de conséquences notables sur la vie des femmes et les féminismes dans divers domaines. L'influence la plus forte du vélo sur les rôles sociétaux genrés s'est affirmée dans les années 1890, lors de l'engouement pour le vélo qui a balayé les sociétés, aux États-Unis et en Europe.
À cette époque, la principale réussite du vélo pour le mouvement des femmes a été de leur donner une plus grande mobilité physique et par là sociale en un sens très large. La féministe Annie Londonderry a été la première femme à accomplir un tour du monde à vélo. En raison du prix et des différents plans de paiement proposés par les fabricants de vélos aux États-Unis, le vélo y était abordable pour la majorité des personnes. Cependant, le vélo a plutôt bénéficié à des femmes blanches des classes supérieures et moyennes. Cela a transformé leur rôle dans la société, pouvant les faire passer de la sphère privée ou domestique en tant que soignantes non rétribuées, épouses et mères à une plus grande apparition publique et un plus grand engagement dans la communauté. Leur libération a parfois été en même temps liée à une érotisation souvent pesante. 
Au Canada, des femmes s'émancipent relativement par la pratique du cyclisme à la fin du dix-neuvième siècle. Les jeunes femmes peuvent faire de la bicyclette en contexte mixte sans être accompagnées d'un chaperon. Dans les années 1860, la passion pour les bicyclettes de nouvelle génération est vive, mais s'éteint vite au profit d'engins plus spectaculaires et étonnants comme les grands bis, qui sont presque l'apanage des jeunes générations masculines et aisées. Dans les décennies suivantes émergent les premiers clubs canadiens de cyclisme, mais les femmes n'y sont admises qu'à titre de membres honoraires. La bicyclette moderne — dotée de pneus gonflables, de chaînes et d'engrenages — et la production de masse permirent aux hommes et aux femmes de toutes classes sociales de s'y adonner. On a souvent considéré la bicyclette comme un vecteur d’émancipation féminine, libérant les femmes des contraintes vestimentaires et sociales — bien que son poids effectif dans les transformations des rôles genrés soit à nuancer. L'histoire populaire veut que la bicyclette libère celle qui la pratique d'une condition physique où l'inactivité est médicalement et familialement valorisée ainsi que des normes strictes dans le domaine de l'habillement, les bas fermés tels que la culotte bouffante, très choquante alors, étant acceptés comme ailleurs mieux, par tolérance ou dérogation, lorsque la femme jugée travestie justifie d'un confort sportif. Néanmoins, la bicyclette n'est qu'un facteur parmi d'autres dans les métamorphoses profondes des rôles genrés dans les sphères publique et privée, notamment en lien avec les mobilités professionnelles et de loisirs, mais l'importance de son expansion en lien avec celle des mouvements pour la liberté et l'égalité des femmes et des hommes, et en rapport avec les revendications sociales, est un fait intéressant à noter. 
Globalement, le cyclisme influence l'habillement féminin ou masculin, l'identité de genre et a ainsi bouleversé les normes de genre pour les classes bourgeoises entre les dix-neuvième et vingtième siècles en France par exemple. Au vingt-et-unième siècle, le cyclisme reste un sujet souvent controversé abordé par des féministes dans des pays comme l'Arabie saoudite et l'Iran.
Son rôle social et sociologique en lien avec le sexe, le genre ainsi que la sexualité reste important et parfois controversé à travers le monde, y compris en Occident. Il gagne en richesse par les interactions subtiles du sujet avec les discriminations fondées sur l'appartenance ethno-religieuse, la classe socio-économique, culturelle, l'âge, l'état de santé, le handicap et d'autres facteurs de revendications intersectionnelles, ce qu'éclaire la notion contemporaine de cycloféminisme.
Ces enjeux sont en rapport avec le sport et la mobilité, donc la liberté, l'égalité et d'autres valeurs fondamentales, en tension ou en lien avec la culture et le monde intellectuel, les idéologies libérales, communistes et écologistes ou autres, les régimes et les évènements officiels, les doctrines hygiénistes et naturistes, les institutions médicales, judiciaires et les notions de garçon manqué, de travestissement, permis, tolérés ou non. Le cyclisme a ouvert des brèches et des exceptions plus ou moins subversives et libératrices à des normes socio-culturelles, de genre et de sexualité qu'il a également pu renforcer et redynamiser en leur donnant de nouvelles formes.
Il est plus ou moins bien perçu dans les combats féministes et intersectionnels, mais il peut aussi y être identifié à un facteur intrinsèque d'inégalités. Il peut notamment ne pas être un outil émancipateur pour les plus modestes et les personnes qui ne peuvent y avoir accès même avec les changements sociaux en raison d'un handicap physique ou autre. Selon les cas et les contextes historiques et personnels, le vélo révèle, renforce, perturbe les ordres, les rôles, les polarités, les binarités et les hiérarchies établis et imbriqués dans la famille, la société et l'identité des individus et des groupes à travers les notions genrées et les autres constantes et variables des systèmes de valeurs.